# Strymon ohausi
Strymon ohausi is een vlinder uit de familie van de Lycaenidae. De wetenschappelijke naam van de soort werd als Thecla ohausi in 1933 gepubliceerd door Spitz.